# Lupin III: El rocío de sangre de Goemon Ishikawa
Lupin III: El rocío de sangre de Goemon Ishikawa (Japonés: LUPIN THE IIIRD 血煙の石川五ェ門;  Hepburn: Rupan Sansei: Chikemuri no Ishikawa Goemon?), es la octava película que adapta la historia del manga Lupin III escrito por Monkey Punch. Dirigida por Takeshi Koike y producida por TMS Entertainment, combina los géneros de acción, comedia y aventura y fue estrenada el 4 de febrero de 2017 . Esta cinta es una continuación del anime Lupin III: La mujer llamada Mina Fujiko y en ella se muestra como se construye la relación entre Lupin y Jigen con Goemon.